# Srečko Kosovel
Srečko Kosovel (Sežana, 18 de marzo de 1904 – Tomaj, 27 de mayo de 1926) fue un poeta, crítico y publicista esloveno. 

## Vida
Nacido en el Carso esloveno, Litoral esloveno, cuatro años después, en 1908, la familia de Srečko Kosovel se trasladó a Tomaj, un pueblo vecino de Sežana, donde su padre empieza a trabajar como maestro en la escuela básica de dicha localidad. Tras cursar la escuela elemental, en 1916 se inscribe en la secundaria de Liubliana.
La primera publicación del joven Srečko Kosovel 1911 se produce en la revista infantil Zvonček, que aparece en Trieste. 
En 1922 decide estudiar letras eslavas, románicas y filosofía en la Facultad de Letras de la Universidad de Ljubljana. Colabora con la revista vanguardista Tri labodi (“Los tres cisnes”), que comienza a ver la luz en 1921 en Novo mesto. 
En 1925 se encarga de la organización de la revista Mladina, hasta que muere en 1926 tras complicársele una gripe mal curada.

## Evolución estética
Sus comienzos estéticos están profundamente marcados por el modernismo y el impresionismo. Los motivos predominantes de sus poemas están relacionados con el Carso, la figura de la madre, y la muerte. Más tarde, el expresionismo pasa a un primer plano, con el que expresa sentimientos de huida. Desarrolla una temática social-religiosa y visionaria, cuya obsesión central es el apocalipsis colectivo. En 1925 desarrolla poemas constructivistas (kons), publicados póstumamente bajo el título "Integrali 26" (edición a cargo del profesor Anton Ocvirk). Srečko Kosovel dejó escrita una extensa obra entre poesía en verso, cartas, crítica y ensayo.

## Obras
- Pesmi (1927).
- Izbrane pesmi (1931).
- Zbrano delo I (1946).
- Izbrane pesmi (1949).
- Zlati čoln (1954).
- Moja pesem (1964).
- Ekstaza smrti (1964).
- Integrali 26 (1967).
- Kosovel (1970). Ljubljana: Mladinska knjiga (selección e introducción de Anton Slodnjak).
- Zbrano delo II (1974).
- Zbrano delo III (1977).
- Pesmi in konstrukcije (1977). Ljubljana: Mladinska knjiga (selección y notas de Alfonz Gspan; introducción de Lino Legiša).
- Aleš Berger & Ludwig Hartinger (ed.) (2004). Srečko Kosovel. Ikarjev sen. Ljubljana: Mladinska knjiga (edición de lujo con manuscritos, testimonios y fotos que salió con motivo del primer centenario del nacimiento del poeta, 1904).

## Srečko Kosovel en español
- Kosovel, Srečko (2005). Integrales. Vitoria: Bassarai Ediciones (introducción y traducción de Santiago Martín).
- Kosovel, Srečko (2006). 'Srečko Kosovel' (selección de seis poemas de Integrales; edición bilingüe: esloveno - español; traducción de Santiago Martín), en Verba hispanica XIV (revista del Departamento de Hispánicas de la Universidad de Ljubljana, Eslovenia), pp. 3- 9.
- Kosovel, Srečko (2007). 'Srečko Kosovel. Mi poema es mi rostro', en El Fingidor. Revista de Cultura. Universidad de Granada: Granada, no. 31-32, pp. 48-50 (introducción y traducción de Santiago Martín).
- Éxtasis de muerte 'Srečko Kosovel' (poema de Integrales; traducción esloveno - español de Lorenzo Strukelj - Lalo de Pablo), en El poder de la palabra (www.epdlp.com), página cultural digital.

## Srečko Kosovel en catalán
- La barca d'or. San Baudilio de Llobregat: Llibres del Mall, 1985. (Trad. de Anton Carrera, Miquel Desclot y Josep Palau i Fabre; Prólogo de Veno Taufer; Edición bilingüe [Zlati čoln, 1954]).